# بول كارل
بول كارل (بالألمانية: Paul Carell)‏ (و. 1911 – 1997 م) هو صحفي، ودبلوماسي، وكاتب ألماني، ولد في كلبرا، كان عضوًا في الحزب النازي، وكان عضوًا في شوتزشتافل، وكتيبة العاصفة، توفي في روتاش-إيجرن، عن عمر يناهز 86 عاماً.